# Liste der Monuments historiques in Louppy-le-Château
Die Liste der Monuments historiques in Louppy-le-Château führt die Monuments historiques in der französischen Gemeinde Louppy-le-Château auf.

## Liste der Objekte
| Bezeichnung                           | Beschreibung                                                                                                | Standort                                           | Kennzeichnung | Schutzstatus | Datum | Bild |
| ------------------------------------- | --- | -------------------------------------------------- | ------------- | ------------ | ----- | ---- |
| Skulptur Heiliger Memmius             | Stein, farbig gefasst, 17. Jahrhundert; aus der Kapelle Ste-Anne                                            | in der Kirche St-Timothée-et-St-Apollinaire (Lage) | PM55002021    | Inscrit      | 1980  |      |
| Gemälde Mariä Verkündigung            | Ölfarbe auf Leinwand, Holzrahmen, 18. Jahrhundert, eventuell nach Charles Mellin; aus der Kapelle Ste-Anne  | in der Kirche St-Timothée-et-St-Apollinaire (Lage) | PM55002018    | Inscrit      | 1992  |      |
| Skulptur Unterweisung Mariens         | Stein, modern farbig gefasst, 18. Jahrhundert                                                               | in der Kirche St-Timothée-et-St-Apollinaire (Lage) | PM55002020    | Inscrit      | 1981  |      |
| Skulptur Wächer am Heiligen Grab      | Stein, farbig gefasst, 17. Jahrhundert                                                                      | in der Kirche St-Timothée-et-St-Apollinaire (Lage) | PM55001436    | Inscrit      | 1978  |      |
| Chorgestühl                           | Holz, 17. oder 18. Jahrhundert                                                                              | in der Kirche St-Timothée-et-St-Apollinaire (Lage) | PM55002017    | Inscrit      | 1997  |      |
| Hauptaltar                            | Altartisch, Tabernakel und vier Skulpturen; Holz, farbig gefasst und vergoldet, Anfang des 18. Jahrhunderts | in der Kirche St-Timothée-et-St-Apollinaire (Lage) | PM55002019    | Inscrit      | 1981  |      |
| Skulptur Notre-Dame de la Belle Epine | Stein, farbig gefasst, 17. Jahrhundert                                                                      | südöstlich des Ortes an der D 35 (Lage)            | PM55002726    | Inscrit      | 2010  |      |